# فرنلس د منتس
فرنلس د منتس (به اسپانیایی: Fornelos de Montes) یک شهرستان در اسپانیا است.